# Алберт Џонстон
Алберт Џонстон (енгл. Albert Sidney Johnston; Вашингтон, 2. фебруар 1803 — Округ Хардин, Тенеси, 6. април 1862) је био официр армије САД и генерал армије Југа у Америчком грађанском рату.
У својој каријери је учествовао у рату за тексашку независност, мексичко-америчком рату, рату у Јути, и Америчком грађанском рату.
Као командант снага Југа у Тенесију, напао је 3. априла 1862. снаге Сјевера под командом Јулисиза Гранта. У бици код Шајлоа, која је услиједила, смртно је рањен и умире.
Био је ожењен са Елизом Грифин и имали су шесторо деце.